# Murrayfield Stadium
Murrayfield Stadium är en idrottsarena i Skottlands huvudstad Edinburgh. Murrayfield Stadium ägs av det skotska rugbyförbundet Scottish Rugby Union. Även om arenan mest används för rugby, spelas även fotboll här ibland. Arenan har en kapacitet på 67 144 åskådare.

## Historia
Arenan invigdes den 21 mars 1925 och renoverades 1995. Den 1 mars 1975 ville 104 000 åskådare se rugbymatchen mellan Skottland och Wales, vilket är ett publikrekord för de brittiska öarna. Skottland vann matchen med 12-10.